# Crucifix Bay
Die Crucifix Bay ist eine Bucht an der Südküste von Bird Island im Archipel Südgeorgiens. Sie liegt unmittelbar östlich der Evermann Cove.
Das UK Antarctic Place-Names Committee benannte sie 2012 deskriptiv. In ihrer Form ähnelt die Bucht einem Kruzifix.